# Paspalum reticulinerve
Paspalum reticulinerve är en gräsart som beskrevs av Stephen Andrew Renvoize. Paspalum reticulinerve ingår i släktet tvillinghirser, och familjen gräs. Inga underarter finns listade i Catalogue of Life.